# Verbandsgemeinde Kyllburg
Verbandsgemeinde Kyllburg was een Verbandsgemeinde in het Duitse Rijnland-Palts, district Bitburg-Prüm. Tot de Verbandsgemeinde behoorden 21 zelfstandige Ortsgemeinden. Bestuurszetel was de stad Kyllburg. Op 1 juli 2014 werd Kyllburg opgeheven. De deelnemende gemeenten werden samen met de tot de Verbandsgemeinde Bitburg-Land behorende gemeenten samengevoegd in de op die datum opgerichte Verbandsgemeinde Bitburger Land.

## Gemeenten
Badem, Balesfeld, Burbach, Etteldorf, Gindorf, Gransdorf, Stad Kyllburg, Kyllburgweiler, Malberg, Malbergweich, Neidenbach, Neuheilenbach, Oberkail, Orsfeld, Pickließem, Sankt Thomas, Seinsfeld, Steinborn, Usch, Wilsecker en Zendscheid.